# لزنیه
«لِزَنیه» یا «به یاد وطن» قصیده‌ای از محمّدتقی بهار است. او این شعر را در نیمه دوم سال ۱۳۲۶ سرود، زمانی که برای معالجهٔ بیماری سل به شهر لِزَن در سوئیس رفته بود.

## محتوا
شعر با روایتی از هوای مه‌آلود دامنهٔ کوه‌های آلپ شروع می‌شود و اندیشهٔ شاعر را موج‌های تند بهاری در دره‌های آلپ برمی‌انگیزد. سپس شاعر از نبردها و پیروزی‌های ایرانیان در ساحت اسطوره و تاریخ یاد می‌کند و به شکست ایرانیان از اسکندر اشاره می‌کند. شاعر بدون اشاره به حمله اعراب، اسلام را به‌عنوان بخشی از ساختار وطن می‌پذیرد و ایران را سوار بر مرکبِ اسلام در جنگ با بت‌پرستی هندوان به تصویر می‌کشد.

## متن
«لزنیه» نخستین بار در مجلّهٔ یغما منتشر شد. بعدها در دیوان اشعارِ بهار و گزیده‌های ادبیِ مشهوری چون دریای گوهر هم آمد.
| مه کرد مسخر دره و کوه لزن‌ را       |  | پر کرد ز سیماب روان دشت و چمن را |
| گیتی به غبار دمه و میغ‌، نهان گشت   |  | گفتی که برفتند به جاروب‌، لزن را  |
| گم شد ز نظر کنگرهٔ کوه جنوبی        |  | پوشید ز نظارگی آن وجه حسن را     |
| آن بیشه که چون جعد عروسان حبش بود  |  | افکند به سر مقنعهٔ برد یمن را     |
| برف آمد و بر سلسلهٔ آلپ کفن دوخت    |  | وآمد مه و پوشید به کافور کفن را  |
| کافور برافشاند کز او زنده شود کوه  |  | کافور شنیدی که کند زنده بدن را   |
| من بر زبر کوه نشسته به یکی کاخ     |  | نظاره‌کنان جلوه‌گه سرو و سمن را    |
| ناگاه یکی سیل رسید از دره‌ای ژرف    |  | پوشید سراپای در و دشت و دمن را   |
| هرسیل ز بالا به نشیب آید و این سیل |  | از زیر به بالا کند آهیخته‌ تن را  |
| گفتی ز کمین خاست نهنگی و به ناگاه  |  | بلعید لزن را و فروبست دهن را     |
| مرغان دهن از زمزمه بستند، تو گویی  |  | بردند در این تیرگی از یاد سخن را |
| خور تافت چنان کز تک دریا به سر آب  |  | کس درنگرد تابش سیمینه لگن را     |
| تاریک شد آفاق تو گفتی که به عمدا   |  | یکباره زدند آتش‌، صد تل جگن را    |
| گفتی که مگر جهل بپوشید رخ علم      |  | یا برد سفه آبروی دانش و فن را    |
| گم شد ز نظر آن همه زیبایی و آثار   |  | وین حال فرا یاد من آورد وطن را   |
| شد داغ دلم تازه که آورد به یادم    |  | تاریکی و بدروزی ایران کهن را     |

## نقد و نظر
محمّدرضا شفیعی کدکنی این قصیده را بی‌همتا و از شاهکارهای بهار می‌داند. او معتقد است زیباترین تصویر وطن و ژرف‌ترین مفهومِ آن، همین است که در این قصیده و سایر آثار بهار آمده، و آن را با وصفِ سید اشرف‌الدین حسینی از وطن قابل‌مقایسه می‌پندارد.